# Chondrula microtragus
Chondrula microtragus is een slakkensoort uit de familie van de Enidae. De wetenschappelijke naam van de soort is voor het eerst geldig gepubliceerd in 1839 door Rossmassler.

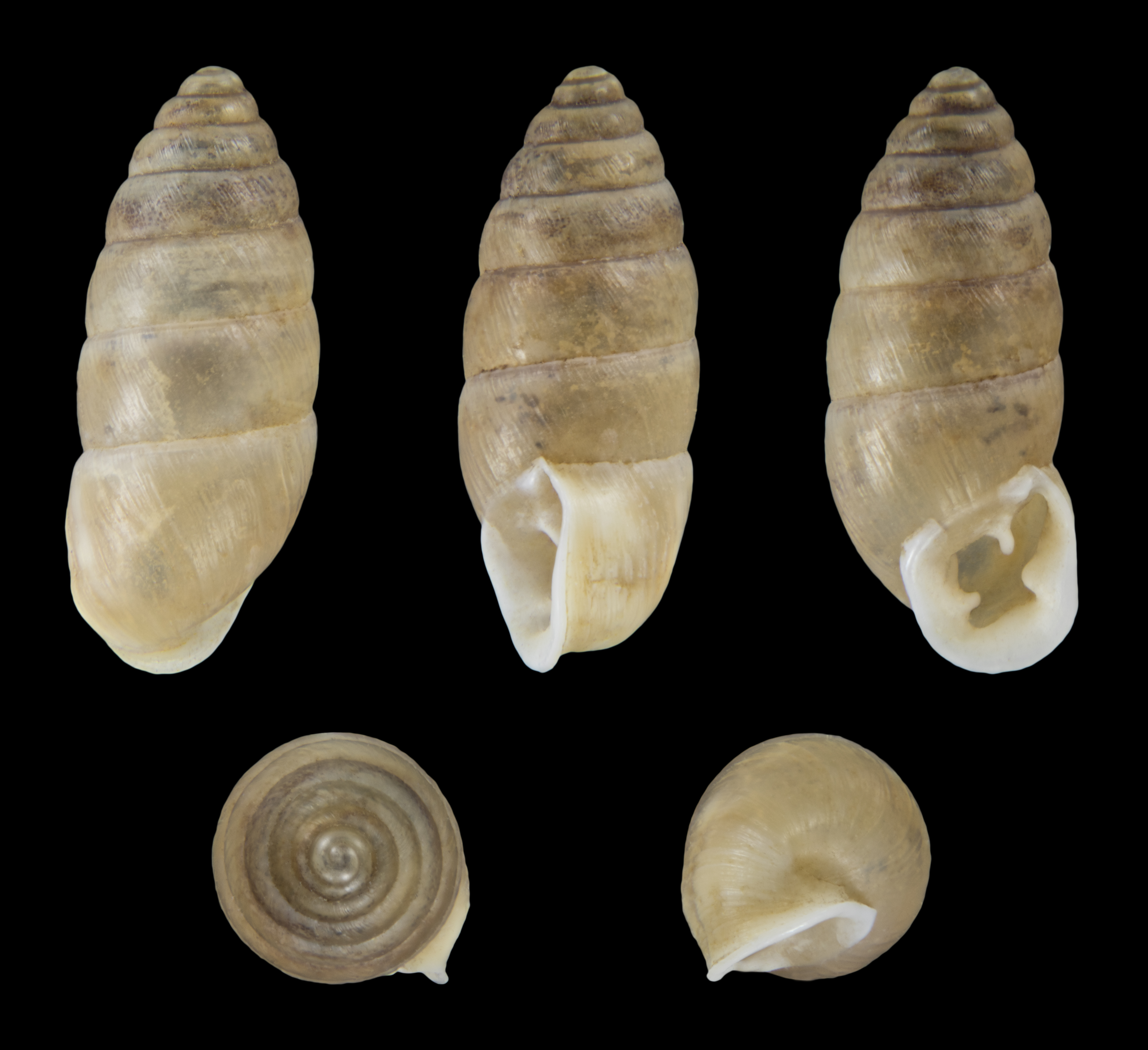
Slanke vorm